# Partido Encuentro Solidario Baja California
El Partido Encuentro Solidario Baja California (PES) es un partido político estatal de centro, derivado de un partido de derecha.  Fue fundado por Hugo Eric Flores Cervantes como asociación civil en 2003, obtuvo el registro como partido político estatal en Baja California el 30 de octubre de 2006, bajo el nombre de Partido Encuentro Social Baja California, aunque tuvo su faceta como partido político nacional ante el Instituto Nacional Electoral el 9 de julio de 2014 y posteriormente el 4 de septiembre de 2020, como Partido Encuentro Solidario.

## Historia
En 2001 se trazan con planes de crear un partido político, para entonces contaban con 18 comités estatales y con 60,595 afiliados en 25 estados de la república.
El 13 de mayo de 2005 fue creada la asociación civil «Agrupación Política Nacional Encuentro Social», contando para entonces con 30 candidatos en 30 distritos plurinominales del todo el país. El 30 de octubre de 2006 el Consejo Estatal Electoral de Baja California le otorgó el registro como partido político bajo el nombre de Encuentro Social APN y en el mismo año pudo obtener 6 candidatos a diputados en 5 estados de la república.
En el proceso electoral de 2007 se coligó con el Partido Acción Nacional y el Partido Nueva Alianza, en la «Alianza por Baja California», logrando una diputación estatal y presencia en los cabildos del mismo.
El proceso Electoral del 2010 fue en alianza nuevamente con el Partido Acción Nacional y el Partido Nueva Alianza logrando ganar, y obteniendo un regidor en cada municipio excepto en Tecate. Se puso como regidor por Tijuana a Rodolfo Olimpo Hernández Bojórquez, por Mexicali a la regidora Claudia Herrera, en Ensenada al regidor Alejandro González, y por Rosarito a Sergio Sotelo Félix.
En las elecciones estatales de Baja California de 2013 hizo la coalición "Compromiso por Baja California" con el PRI, PVEM y PT, siendo derrotados por la coalición «Unidos por Baja California» representada por el PAN, PRD, NA y el Partido de Baja California, pero logró una segunda diputación y 5 regidurías en Baja California.
Como partido estatal, en junio de 2018 cambian de nombre para desmarcarse del partido político nacional. El Instituto Estatal Electoral de Baja California aprueba el cambio y registro del PES ahora en Transformemos.
Tras participar en las elecciones estatales de 2021 el Partido Encuentro Solidario alcanzó el 3% de la votación emitida, por lo que mantuvo su registro como partido político estatal en el estado de Baja California. Posterior a la pérdida de registro del partido nacional, las bases locales, muchos de ellos exmilitantes del PRI, pidieron al IEEBC el registro estatal, el cual fue concedido el 4 de febrero de 2022. El 12 de mayo se oficializó la llegada de César Hank Insunza como dirigente del partido, además, señaló que se hicieron cambios en los documentos básicos para mover el partido ideológicamente al centro político.

## Presidentes del partido
| Nombre                  | Período                                   |
| ----------------------- | ----------------------------------------- |
| Eduardo Bernal Martínez | 4 de febrero de 2022 - 12 de mayo de 2022 |
| César Hank Insunza      | 12 de mayo de 2022 - actual               |

### Dirigentes municipales
| Nombre                         | Período  |
| Ensenada                       | Ensenada |
| ------------------------------ | -------- |
| Gilberto Covelli Gómez         | 2022-act |
| Mexicali                       |          |
| Carlos Heberto Patiño García   | 2022-act |
| Playas de Rosarito             |          |
| María Guadalupe Álvarez Moreno | 2022-act |
| San Felipe                     |          |
| Claudia Herrera Rodríguez      | 2022-act |
| San Quintín                    |          |
| Missuki Carrera Zaragoza       | 2022-act |
| Tecate                         |          |
| Alma Gloria López Valenzuela   | 2022-act |
| Tijuana                        |          |
| Andrés Garza Chavez            | 2022-act |

## Resultados electorales

### Gobernador
| Año  | Resultado | Candidato       | Votación | %     | Lugar | Comentario |
| ---- | --------- | --------------- | -------- | ----- | ----- | ---------- |
| 2021 | Pierde    | Jorge Hank Rhon | 346 547  | 31.01 | 2.º   |            |

### Ayuntamientos
| Año  |            | Comentarios |
| Año  | Resultados | Comentarios |
| ---- | ---------- | ----------- |
| 2021 | 0/5        |             |
| 2024 | 0/7        |             |

### Congreso
| Año  | Elección | Elección | # de escaños | Posición | Gubernatura                   | Gubernatura |
| Año  | votos    | %        | # de escaños | Posición | Gubernatura                   | Gubernatura |
| ---- | -------- | -------- | ------------ | -------- | ----------------------------- | ----------- |
| 2021 | 166 481  | 19.44 %  | 3/25         | Minoría  | Marina del Pilar Ávila Olmeda |             |
| 2024 | 38 541   | 3.75 %   | 1/25         | Minoría  | Marina del Pilar Ávila Olmeda |             |